# Държавно първенство по футбол
Държавното първенство (1924 – 1946 г.) е първото общонационално футболно съревнование в България.
Организацията му се поема от основаната в края на 1923 г. Българска национална спортна федерация (БНСФ). По регламент първенството се провежда на принципа на пряката елиминация. В него участват първенците на шестте регионални спортни федерации в страната: Софийска, Тракийска, Севернобългарска, Приморска, Бдинска и Югозападна. Мачовете в тези федерации се играят по точковата система. Двойките отбори на победителите в регионалните групи играят по една среща, като домакинството се определя чрез жребий. При равенство срещата се преиграва, като домакинството се разменя (домакинства отбора, който е бил гост в първата среща). В продължение на три сезона (от 1937/38 до 1939/40) Държавното първенство се провежда във формат на дивизия, като е учредена Национална футболна дивизия от 10 отбора. След това първенството отново преминава в предишния си формат на пряко елиминиране, като през определени сезони в различна степен се въвежда и елиминация след две срещи, вместо след една.
- През 1941 г. победителя в двойките във всички кръгове на състезанието се определя след две срещи на разменено гостуване, вместо след една, при разменени победи продължава отборът с по-добра голова разлика от двете срещи. При равна голова разлика или при две равенства се играе трета среща. В първенството се включват не само първенците, но и първите няколко отбора от определени спортни области (от Софийската регионална дивизия се увеличават на 3, а на Тракийската и Севернобългарската по 2 клуба).
- През 1942 г. в първи и втори кръг на състезанието победителите се определят след една среща, като при равенство срещата се преиграва, като домакинството се разменя. В трети и четвърти кръг и на финала победителите се определят след две срещи на разменено гостуване, като при разменени победи продължава отборът с по-добра голова разлика от двете срещи. При равна голова разлика или при две равенства се играе трета среща.
- През 1943 г. във всички кръгове на състезанието победителите се определят след две срещи на разменено гостуване, като при разменени победи продължава отборът с по-добра голова разлика от двете срещи. При равна голова разлика или при две равенства се играе трета среща.
- По различни причини първенството не завършва в първото си издание през 1924 г., както и през 1927 г. и 1944 г. България е обявена за народна република на 15 септември 1946 г. от следващата година Държавното първенство преминава в Републиканско първенство.

## Победители в Държавното първенство
- 1924: първенството не завършва
- 1925: Владислав (Варна)
- 1926: Владислав (Варна)
- 1927: първенството не завършва
- 1928: Славия
- 1929: Ботев (Пд.)
- 1930: Славия
- 1931: АС`23 (София)
- 1932: Шипченски сокол (Варна)
- 1933: Левски (София)
- 1934: Владислав (Варна)
- 1935: Спортклуб (София)
- 1936: Славия
- 1937: Левски (София)
- 1937/38: Тича (Варна)
- 1938/39: Славия
- 1939/40: Локомотив (София)
- 1941: Славия
- 1942: Левски (София)
- 1943: Славия
- 1944: първенството не завършва
- 1945: Локомотив (София)
- 1946: Левски (София)